# Julius von Haynau
Julius Jakob von Haynau, född 14 oktober 1786 i Kassel i Hessen-Kassel, död 14 mars 1853 i Wien i Kejsardömet Österrike, var en österrikisk friherre och militär.

## Biografi
Julius von Haynau var utomäktenskaplig son till kurfurst Vilhelm I av Hessen-Kassel och Rosa Dorothea Ritter samt helbror till Carl von Haynau.
Han inträdde 1801 i armén. Han deltog i fälttågen 1805, där han råkade i fransk fångenskap och 1809, varunder han sårades i slaget vid Wagram. Åren 1813–1814 förde han som major med utmärkelse befälet över den av honom själv uppsatta så kallade "tyska legionen" i Italien. Vid revolutionens utbrott i Lombardiet 1848 återställde Haynau med stränghet ordningen i Brescia och Ferrara (han blev på grund av sin grymhet känd som "Brescias hyena") samt blev 1849 överbefälhavare i fälttåget mot Ungern. Efter att ha besegrat ungrarna i slagen vid Szöreg och Temesvár i augusti samma år och kuvat upproret blev Haynau i oktober chef för 3:e armén och ståthållare i Ungern. Haynau låg bakom beslutet att avrätta 13 ungerska generaler den 6 oktober 1849, de så kallade 13 martyrerna i Arad. von Haynau blev fältmarskalklöjtnant 1848, fälttygmästare 1849 och erhöll avsked 1850.